# Adebayo Adedeji
Adebayo Adedeji (21 de dezembro de 1930 - 25 de abril de 2018) foi um economista e acadêmico nigeriano. Professor de pleno direito aos 36 anos, foi Comissário Federal da Nigéria para o Desenvolvimento Econômico e Reconstrução de 1971 a 1975. Ele foi responsável pelo desenvolvimento econômico e reconstrução da Nigéria pós-guerra civil. Em junho de 1975, foi nomeado Secretário Executivo da Comissão Econômica das Nações Unidas para a África e permaneceu neste cargo até julho de 1991. Adedeji escreveu o Plano de Ação de Lagos de 1980 que foi adotado pela ONU e pela OUA. No seu regresso à Nigéria, fundou o Centro Africano para o Desenvolvimento e Estudos Estratégicos (ACDESS), um think-tank continental independente e não governamental, sem fins lucrativos, dedicado a estudos multidisciplinares e estratégicos sobre e para África. Recebeu a honra nacional de Comandante da República Federativa.
Em dezembro de 2010, após completar 80 anos, aposentou-se da vida pública e passou os últimos anos de sua vida tranquilamente em sua cidade natal de Ijebu-Ode, Estado de Ogun, Nigéria.

## Biografia
Adebayo Adedeji nasceu em 21 de dezembro de 1930 em Ijebu Ode, Nigéria.
Adedeji morreu na noite de 25 de abril de 2018 em Lagos depois de sofrer de uma longa doença. A UNECA realizou um simpósio memorial em sua homenagem em 7 de julho em Lagos.